# 프라임그리드
프라임그리드(PrimeGrid)는 거대 소수를 찾는 분산 컴퓨팅 프로젝트이다. BOINC 플랫폼을 이용한다.
2011년 9월 기준으로 1,121,600,000,000개가 넘는 BOINC 크레딧에 114개국 7,500개의 활동적인 참가자들이 있으며, 이는 1.663 페타플롭스의 처리 능력에 달한다.

## 역사
프라임그리드는 2005년 6월에 message@home이라는 이름으로 시작되었으며 MD5로 암호화된 텍스트 조각들의 암호를 해제하는 데 힘을 기울였다. Message@home은 BOINC 스케줄러를 펄(Perl)로 포팅하여 더 나은 이식성을 얻으려는 시험 무대였다. 시간이 지나 프로젝트는 RSA-640을 인수 분해하는 RSA Factoring Challenge를 시도하였다. 2005년 11월에 외부 팀에서 RSA-640을 인수분해하자 이 프로젝트는 RSA-768로 이동되었다, 성공 가능성이 매우 적었던 상황에서 프라임그리드(PrimeGrid)로 이름이 바뀌어 최초의 소수 목록을 만들어내기 시작했다.

## GPU 사용

### ati 지원
- Proth Prime Search (Sieve)

### 앤디비아 지원
- Proth Prime Search (Sieve)
- Generalized Fermat Prime Search
- Proth Prime Search (LLR)(베타 버전)
- Cullen/Woodall (Sieve)

## 관련 프로젝트
| 프로젝트                        | sieve 프로젝트                     | LLR 프로젝트 | 시작             | 종료            | 성과                                                                                    |
| ------------------------------- | ---------------------------------- | ------------ | ---------------- | --------------- | --------------------------------------------------------------------------------------- |
| 321 Prime Search                | 아니요                             | 예           | 2008년 6월 30일  | 진행 중         | 3×27033641+1                                                                            |
| AP26 Search                     | 빈칸                               | 빈칸         | 2008년 12월 27일 | 2010년 4월 12일 | 43142746595714191 + 23681770×23#×n, n = 0…25 (AP26)                                     |
| Generalized Fermat prime Search | 아니요                             | 빈칸         | 2012년 1월       | 진행 중         | 341112524288+1, 알려진 가장 큰 페르마 수                                                |
| Cullen Prime Search             | 예 (with Woodall)                  | 예           | 2007년 8월       | 진행 중         | 6679881×26679881+1, 알려진 가장 큰 Cullen prime                                         |
| Message7                        | 아니요                             | 빈칸         | 2005년 6월 12일  | 2005년 8월      | 성공적인 PerlBOINC 테스트                                                               |
| Prime Sierpinski Problem        | 예 (with Seventeen or Bust)        | 예           | 2008년 10월 7일  | 진행 중         | 빈칸                                                                                    |
| PrimeGen                        | 아니요                             | 빈칸         | 2006년 3월       | 2008년 4월      | 빈칸                                                                                    |
| Proth Prime Search              | 예                                 | 예           | 2008년 4월 29일  | 진행 중         | 659×2617815+1, divides F617813                                                          |
| Riesel Problem                  | 예                                 | 예           | 2010년 3월       | 진행 중         | 252191×25497878-1                                                                       |
| RSA640                          | 아니요                             | 빈칸         | 2005년 8월       | 2005년 11월     | 빈칸                                                                                    |
| RSA768                          | 아니요                             | 빈칸         | 2005년 11월      | 2006년 3월      | 빈칸                                                                                    |
| Seventeen or Bust               | 예 (with Prime Sierpinski Problem) | 예           | 2010년 1월 31일  | 진행 중         | 빈칸                                                                                    |
| Sophie Germain Prime Search     | 아니요                             | 예           | 2009년 8월 19일  | 진행 중         | 18543637900515×2666667-1(2p-1:18543637900515*2666668-1), 알려진 가장 큰소피 제르맹 소수 |
| Twin Prime Search               | 아니요                             | 빈칸         | 2006년 12월 26일 | 2009년 7월 2일  | 65516468355×2333333±1, 알려진 가장 큰 쌍둥이 소수                                       |
| Woodall Prime Search            | 예 (with Cullen)                   | 예           | 2007년 7월       | 진행 중         | 3752948×23752948−1, 알려진 가장 큰 Woodall Prime                                        |